# よみきり♥もの
『よみきり♥もの』は竹本泉の漫画作品群。エンターブレインの雑誌「コミックビーム」にて2001年2月号から現在に至るまで連載されている。
本作品群は連載ではあるが、連作ではなく、毎回異なる登場人物によって異なる物語が描かれ、1本1本が独立した読み切り作品となっている。
各作品の共通点は、おおよそ以下のとおり。
- ほぼ毎回、現代日本の高校が舞台
- 主な登場人物は、女子生徒1～数名、男子生徒1～数名で、女子だけ、または男子だけであることは無い

なお、単行本で10巻にて区切りを付けタイトルをよみきりものの…とし、上記の共通点を廃止、連続する話で共通のキーワードを仕込むようになる。
稀に、『ブックスパラダイス』、『アップルパラダイス』、『てきぱきワーキン♥ラブ』など既に終了した作品や、『トゥインクルスターのんのんじー』など、掲載されていた雑誌の都合（廃刊や打ち切りなど）で正式な最終回を迎えていない竹本泉作品の続きが描かれることもある。
以下、単行本の収録順に、いくつかの作品を抜粋して、そのあらすじを記す。

## 「あっちの屋根 こっちの屋根」
（あっちのやね こっちのやね）（単行本第1巻所収）
織島みつね（おりしま みつね）は、高い所に上るのが好きな女子生徒。屋上への扉に鍵が掛けられたりなどの、いかなる障害も文字通り乗り越えて、校舎の最も高い部分（時計塔）の屋根の上に上ったりしている。授業中であっても上りに行くため、同じクラスの丘田太郎（おかだ たろう）はしばしば彼女を探しに行かされている。
ある時、いつものように丘田が織島を探しに行った際に、丘田は織島に何が見えるのかと訊ねた。織島が言うには、遠くの高台に見える学校らしき建物の上で、誰かがこちらに向かって手を振っているのだという。…と話している間にも、彼女は立ち上がって、遠くに向かって手を振るが、彼は目が悪いために、向こうで手を振っている人がいるのかどうか見えない。このように、相手が誰だかはわからないが、毎日の休み時間などに手を振り合っているという。
別の日、織島は家の階段を踏み外し、脚に大怪我を負ってしまった。そのため、織島は丘田に、向こうで手を振るのを待っているかもしれないからと、自分の代わりに屋上に上がって手を振るよう泣いて頼む。丘田はこれを引き受けさせられ、自分は何をやっているのかと思いつつも、目が悪いなりに向こうを見ようとする……と、気のせいか、誰かが向こうで手を振っているように見えた。
丘田は、互いに見やすいように、旗を持って振ることを提案してみるが、織島にはそれは邪道であるとして却下されてしまう。
その後、丘田も織島と一緒に屋上に上り、一緒に手を振って、向こうで誰かが手を振っているかどうか確認しようとするようになるが、やはり彼には見えない。いつの間にか、授業が始まっているが、2人ともそんなことには気付いていないようだ……。
なお、著者の他作品『アップルパラダイス』にも、遠くの校舎の上で誰かが手を振っている―というエピソードがあるが、結末は本作品とは異なっている。

## 「遠くの呼び声」
（とおくのよびごえ）（単行本第3巻所収）
都重畑絵（とえ はたえ、女子生徒）の趣味は耳掃除。同じクラスの間嶋安彦（まじま やすひこ、男子生徒）の趣味も耳掃除。2人とも、他人の耳を掃除するのが好きで、耳が痒そうな同級生を見つけては、耳掃除してあげようかと持ちかけるが、2人に自分の耳を委ねる生徒は皆無である。
都重は、至近距離から名前を呼んでも反応が無かったり、「いるわけがない」を「ヒルは毛がない」と聞き違えたりなど、注意力が散漫で、自分の耳を委ねるには勇気が必要であるといえる。また、入学当初は、主に男子生徒が都重に耳を委ねたこともあったが、思いっきり耳を引っ張ったり、2週間の後遺症を残すなど、耳掃除が非常に下手であることがわかり、程なく誰も耳を委ねないようになった。また、家族も耳を委ねてはくれないという。
一方、間嶋は、男子生徒に耳を委ねたい生徒などいないため、自分の耳と家族の耳だけで我慢しているという。
あるとき、間嶋は、都重の名前を呼んでも反応が乏しいことから、都重自身は自分の耳を掃除していないのではないかと思い当たり、本人に問うてみた。都重は最初は否定したが、実は何年も掃除しておらず、耳の中が時々ガサガサと音を立てたりすることを明らかにする。小学生の頃に自分の耳を毎日掃除していたら、中耳炎になってしまい、それ以来自分の耳には触らないことにしているという。
当然、間嶋は、“何年も掃除してない耳”を掃除させてもらおうとするが、間嶋が何か言う前から都重はこれを予想し、先んじて断る。しかし、耳が汚い女の子という存在について間嶋が疑問を呈するなど、息詰まる駆け引き（これの詳細を文章で表現することは困難である）の末、後ほど都重に間嶋の耳で練習させるという条件で、間嶋は都重の耳を掃除できることになる。
いざ、耳掃除。間嶋は都重の耳の中を見て、驚きの叫び（但し「♥」（ハートマーク）を伴う）を発するが、すぐに真剣な表情になり、普通の耳掻きだけでなく、ピンセットや、耳掃除用に糊の付いた綿棒などの道具（常備している）を駆使し、耳掃除にひたすら興じる。そして、都重の耳からは、描画できないほどの凄まじさの耳垢が摘出された。間嶋は、あまりに楽しかったのか、感涙にむせびながら余韻に浸っている。都重は、耳の通りが良くなった気がするとの感想を述べ、耳垢を瓶に入れて皆に見せに行った。
その後、間嶋は耳掃除が物凄く上手いという噂が広がり、多数の同級生が、間嶋に耳を委ねてくれるようになった。一方、さきの約束どおり、都重は間嶋の耳で耳掃除の練習をしてみたが、間嶋の耳を痛めつけて中耳炎にしてしまった。注意力散漫だったことと耳掃除が下手だったことは、相互に無関係だったらしい……。

## 書誌情報
単行本は、エンターブレインより「BEAM COMIX」として刊行されている。
1. 第1巻（2001年10月5日発行）ISBN 4-7577-0589-1
2. 第2巻（2002年4月5日発行）ISBN 4-7577-0804-1
3. 第3巻（2002年10月9日発行）ISBN 4-7577-1012-7
4. 第4巻（2003年4月11日発行）ISBN 4-7577-1378-9
5. 第5巻（2003年9月5日発行）ISBN 4-7577-1543-9
6. 第6巻（2004年3月8日発行）ISBN 4-7577-1772-5
7. 第7巻（2004年9月10日発行）ISBN 4-7577-1981-7
8. 第8巻（2005年3月9日発行）ISBN 4-7577-2167-6
9. 第9巻（2005年9月12日発行）ISBN 4-7577-2404-7
10. 第10巻（2006年2月25日発行）ISBN 4-7577-2633-3